# ببر و برف
ببر و برف (به انگلیسی: The Tiger and the Snow) و (به ایتالیایی: La tigre e la neve) فیلمی‌ست به کارگردانی و بازی روبرتو بنینی که در سال ۲۰۰۵ ساخته شده. این فیلم، فیلمی کمدی ودرعین‌حال رومانتیک است که نگاهی هم به جنگ عراق دارد و صحنه‌هایی از آن در عراق می‌گذرد. ژان رنو هنرپیشه فرانسوی نیز در این فیلم در نقش فؤاد که شاعری عراقی‌ست بازی کرده‌است.
داستان این فیلم عشق یک‌جانبه آتیلیو (بنینی) به ویتوریا ست که در واقع علاقه‌ای به آتیلیو ندارد.